# Pierre Ferri
Pierre Ferri est un homme politique français, né le 3 septembre 1904 à Paris 10e et mort le 23 novembre 1993 à Paris 8e.

## Biographie
Nommé administrateur provisoire[Quoi ?] en mai 1941, il devient courtier en valeurs mobilières à la Bourse de Paris. Licencié en droit et diplômé de l'École libre des sciences politiques, il participe à la campagne de France dans l'état-major.
Candidat aux élections législatives des deux Assemblées constituantes successives, il n'est pas en position éligible sur les listes. Il est néanmoins élu conseiller municipal de Paris de 1947 à 1953.
Il est député RPF de la Seine de 1951 à 1955 et ministre des PTT dans les gouvernements de Joseph Laniel du 28 juin 1953 au 19 juin 1954. Battu aux élections de 1956, il revient à l’Assemblée nationale comme député CNI en 1958 et y siège jusqu’en 1962.
Ferri effectue un premier mandat de président de la Fédération internationale d'escrime (FIE) de 1957 à 1960. En juin 1964, Ferri est de nouveau élu président de la FIE.
Il meurt le 23 novembre 1993 à Paris (8e) et repose au cimetière du Père Lachaise (4e division), à Paris.

## Décorations

### Décorations françaises
- Chevalier de la Légion d'honneur
- Croix de guerre 1939–1945
- Commandeur de l'ordre du Mérite postal, de droit en tant que ministre des PTT[5].

### Décorations internationales
- Ordre olympique échelon argent (1981).